# Uzieir Szabanbiekow
Uzieir Musajewicz Szabanbiekow, ros. Узеир Мусаевич Шабанбеков (ur. 1902 we wsi Tały w okręgu zakatalskim, zm. 20 stycznia 1942 w Magadanie) – funkcjonariusz radzieckich służb specjalnych, kapitan bezpieczeństwa państwowego.

## Życiorys
Do 1920 ukończył 4 klasy szkoły w Zakatały, 1920–1926 członek Komsomołu, od 1920 w RKP(b). Od kwietnia do czerwca 1920 śledczy powiatowej Czeki w Zakatały, od czerwca do września 1920 sekretarz i członek Kolegium Powiatowej Czeki w Zakatały, od września 1920 do maja 1922 szef Biura Politycznego Czeki Powiatu Zakatalskiego, od maja 1922 do stycznia 1923 szef Biura Politycznego Czeki Powiatu Kazachskiego. Od stycznia 1923 do lipca 1924 szef Biura Politycznego Czeki Powiatu Zakatalskiego, od lipca 1924 do stycznia 1926 kierownik Wydziału Organizacyjnego Komitetu Powiatowego Komunistycznej Partii (bolszewików) Azerbejdżanu w Zakatały, od stycznia do października 1926 zastępca przewodniczącego Zakatalskiego Powiatowego Komitetu Wykonawczego, 1926–1927 kierownik grupy Wydziału do Walki z Bandytyzmem GPU Azerbejdżańskiej SRR. Od 1927 do marca 1929 szef Wydziału do Walki z Bandytyzmem GPU Azerbejdżańskiej SRR, od marca do grudnia 1929 szef Wydziału Wschodniego GPU Azerbejdżańskiej SRR, od grudnia 1929 do maja 1930 szef Okręgowego Oddziału GPU w Gandży, od maja do 1 października 1930 szef Okręgowego Oddziału GPU w mieście Nucha (obecnie Şəki). Od 1 października 1930 do kwietnia 1931 szef Nuchińsko-Zakatalskiego Sektora Operacyjnego GPU, następnie przeniesiony do centrali OGPU ZSRR w Moskwie.
Od kwietnia 1931 do września 1932 pracownik Wydziału Specjalnego OGPU ZSRR, od 2 października 1932 do lutego 1933 zastępca szefa Inspekcji Specjalnej Pełnomocnego Przedstawicielstwa OGPU w Zakaukaskiej FSRR i Zakaukaskiego GPU ds. milicji, od marca 1933 do lipca 1934 szef wydziału komendanckiego Zarządu Milicji Robotniczo-Chłopskiej PP OGPU w Kazachstanie i jednocześnie od lipca do września 1933 zastępca szefa Obwodowego Oddziału GPU w Ałma-Acie i od września 1933 do lipca 1934 tymczasowy jego szef. Od 15 lipca 1934 do 13 października 1937 szef Zarządu NKWD obwodu ałmackiego, 8 stycznia 1936 mianowany starszym porucznikiem, a 29 stycznia 1937 kapitanem bezpieczeństwa państwowego. Odznaczony Orderem Czerwonego Sztandaru Pracy Azerbejdżańskiej SRR (4 marca 1931) i Odznaką „15 lat Kazachstanu” (1935).
14 października 1937 aresztowany w ramach wielkiej czystki, 22 grudnia 1939 skazany na 10 lat więzienia, zmarł w łagrze w Magadanie.